# Gracila
Gracila is een monotypisch geslacht van straalvinnige vissen uit de familie van de zaag- of zeebaarzen (Serranidae). Het geslacht werd voor het eerst wetenschappelijk beschreven in 1964 door de Amerikaanse ichtytoloog John Ernest Randall.

## Soort
- Gracila albomarginata (Fowler & Bean, 1930)